# Yvon Mvogo
Yvon Mvogo (Yaoundé, 6 juni 1994) is een Zwitsers voetballer van Kameroense afkomst die als doelman speelt. Hij verruilde RB Leipzig in de zomer van 2022 voor FC Lorient. Mvogo debuteerde in 2018 in het Zwitsers voetbalelftal.

## Clubcarrière

### Young Boys
Mvogo komt uit de jeugdopleiding van BSC Young Boys. Hij debuteerde voor de club in de Schweizer Cup tegen Veyrier. Hij speelde de volledige wedstrijd, die met 0-8 gewonnen werd. Zijn debuut in de Super League volgde op 8 december 2013, tegen FC Thun. Hij was vanaf dat moment eerste doelman van de club en bleef dat voor drieënhalf jaar. Op 18 september 2014 speelde hij tegen Slovan Bratislava voor het eerst in de Europa League. Hij speelde 46 wedstrijden en miste er slechts vier dat seizoen. Hij speelde in het seizoen 2016/17 zijn honderdste competitiewedstrijd voor Young Boys. In totaal speelde Mvogo 153 wedstrijden voor Young Boys.

### RB Leipzig
Mvogo tekende in april 2017 een contract waarmee hij zich per 1 juli van dat jaar voor vier seizoenen aan RB Leipzig verbond. Hier werd hij reservedoelman achter Péter Gulácsi. Op 19 september maakte hij tegen FC Augsburg zijn debuut voor RB Leipzig. Hij verloor die wedstrijd met 1-0 en het zou zijn enige wedstrijd zijn dat seizoen.
In het seizoen 2018/19 was Mvogo de vaste keeper in de Europa League, waarin het niet uit de poule kwam met Red Bull Salzburg, Celtic en Rosenborg BK. In totaal zou hij twaalf wedstrijden spelen dat seizoen. Ook in zijn derde seizoen bij RB Leipzig was hij geen eerste doelman. Hij mocht de wedstrijden in de DFB-Pokal keepen, maar werd daar in de achtste finale uitgeschakeld door Eintracht Frankfurt. In totaal speelde Mvogo in drie seizoenen 19 wedstrijden voor RB Leipzig.

### PSV
In augustus 2020 werd Mvogo voor twee seizoenen verhuurd aan PSV. Hier won hij de competitiestrijd met Lars Unnerstall, omdat trainer Roger Schmidt de voorkeur gaf aan een meevoetballende keeper. Hij maakte op 13 september tegen FC Groningen met een 3-1 overwinning zijn debuut voor PSV. Het was geen vlekkeloos debuut omdat hij de 1-1 inleidde met een risicovolle inspeelpass op Jorrit Hendrix, die door Groningen kon worden onderschept. Een week later won PSV met 2-1 van FC Emmen, maar beging Mvogo een behoorlijke blunder. Hij liet een terugspeelbal van Philipp Max onder zijn voet doorgaan, waardoor de bal de goal in rolde. 
Trainer Schmidt bleef zijn keeper verdedigen in de pers en de Zwitser behield zijn plek onder de lat. Hij speelde uiteindelijk 43 wedstrijden in alle competities dat seizoen. Op 14 augustus 2021 begon Mvogo het seizoen tegen Heracles Almelo nog als eerste keeper, maar daarna werd hij vervangen door Joël Drommel, die die zomer van club geruild was van Unnerstall. 
Toch was ook Drommel niet onomstreden, dus op 5 februari 2022 gaf Schmidt Mvogo weer een kans tegen AZ. Opnieuw blunderde Mvogo: een lange bal van Yukinari Sugawara ging over hem heen, waardoor Jesper Karlsson de bal in een leeg doel kon schuiven voor de winnende 1-2. De laatste zes competitiewedstrijden van het seizoen mocht Mvogo het opnieuw proberen en won hij vijf van de zes wedstrijden. Ook keepte hij de bekerfinale tegen Ajax, die PSV met 2-1 won. Het was zijn eerste prijs in zijn carrière, na de Johan Cruijff Schaal eerder dat seizoen, maar toen zat hij negentig minuten op de bank. Vervolgens keerde Mvogo, met 54 wedstrijden voor PSV, terug naar RB Leipzig.

### FC Lorient
In de zomer van 2022 trok Mvogo naar Frankrijk, om te gaan spelen voor FC Lorient. Daar tekende hij een contract voor twee seizoenen tot de zomer van 2024. Hier maakte hij op 7 augustus tegen Stade Rennais zijn debuut. Hij speelde alle wedstrijden tot hij in november geblesseerd raakte aan zijn knie. Op 23 april 2023 maakte hij na vijf maanden blessureleed zijn rentree en werd hij weer eerste doelman. Na zijn eerste seizoen verlengde hij zijn contract bij Lorient met een extra jaar. In het seizoen 2023/24 miste hij geen enkele competitiewedstrijd en was hij zelfs op 19 april 2024 tegen OGC Nice voor het eerst aanvoerder van Lorient. 

## Clubstatistieken
| Seizoen | Club       | Competitie   | Competitie | Competitie | Beker | Beker | Internationaal | Internationaal | Totaal | Totaal |
| Seizoen | Club       | Competitie   | Wed.       | Dlp.       | Wed.  | Dlp.  | Wed.           | Dlp.           | Wed.   | Dlp.   |
| ------- | ---------- | ------------ | ---------- | ---------- | ----- | ----- | -------------- | -------------- | ------ | ------ |
| 2013/14 | Young Boys | Super League | 20         | 0          | 0     | 0     | 0              | 0              | 20     | 0      |
| 2014/15 | Young Boys | Super League | 35         | 0          | 0     | 0     | 11             | 0              | 46     | 0      |
| 2015/16 | Young Boys | Super League | 34         | 0          | 2     | 0     | 4              | 0              | 40     | 0      |
| 2016/17 | Young Boys | Super League | 35         | 0          | 2     | 0     | 10             | 0              | 47     | 0      |
| 2017/18 | RB Leipzig | Bundesliga   | 1          | 0          | 0     | 0     | 0              | 0              | 1      | 0      |
| 2018/19 | RB Leipzig | Bundesliga   | 2          | 0          | 0     | 0     | 10             | 0              | 12     | 0      |
| 2019/20 | RB Leipzig | Bundesliga   | 2          | 0          | 3     | 0     | 1              | 0              | 6      | 0      |
| 2020/21 | → PSV      | Eredivisie   | 33         | 0          | 0     | 0     | 10             | 0              | 43     | 0      |
| 2021/22 | → PSV      | Eredivisie   | 8          | 0          | 1     | 0     | 2              | 0              | 11     | 0      |
| 2022/23 | FC Lorient | Ligue 1      | 21         | 0          | 0     | 0     | 0              | 0              | 21     | 0      |
| 2023/24 | FC Lorient | Ligue 1      | 34         | 0          | 0     | 0     | 0              | 0              | 34     | 0      |
| Totaal  | Totaal     | Totaal       | 225        | 0          | 8     | 0     | 48             | 0              | 273    | 0      |

## Interlandcarrière
Mvogo kwam uit voor diverse Zwitserse nationale jeugdselecties. Hij debuteerde in 2013 in Zwitserland –21. Mvogo maakte deel uit van de Zwitserse ploeg, die deelnam aan de WK-eindronde 2018 in Rusland. Daar eindigde de selectie onder leiding van bondscoach Vladimir Petković als tweede in groep E, achter Brazilië (1–1) maar vóór Servië (2–1) en Costa Rica (2–2). In de achtste finales ging Zwitserland vervolgens op dinsdag 3 juli met 1–0 onderuit tegen Zweden door een treffer van Emil Forsberg, waarna de thuisreis geboekt kon worden. Mvogo kwam tijdens het toernooi niet in actie voor de nationale ploeg. Hij werd op 7 juni 2024 door bondscoach Murat Yakin opgenomen in de Zwitserse selectie voor het EK 2024 in Duitsland. Zwitserland overleefde ongeslagen een groep met Hongarije, Schotland en Duitsland en won in de achtste finales van Italië (2–0), voordat het in de kwartfinales op strafschoppen werd uitgeschakeld door Engeland. Mvogo kwam ook tijdens dit toernooi niet in actie.
| Interlands van Yvon Mvogo voor Zwitserland | Interlands van Yvon Mvogo voor Zwitserland | Interlands van Yvon Mvogo voor Zwitserland | Interlands van Yvon Mvogo voor Zwitserland | Interlands van Yvon Mvogo voor Zwitserland | Interlands van Yvon Mvogo voor Zwitserland |
| No.                                        | Datum                                      | Wedstrijd                                  | Uitslag                                    | Competitie                                 |                                            |
| Als speler bij RB Leipzig                  | Als speler bij RB Leipzig                  | Als speler bij RB Leipzig                  | Als speler bij RB Leipzig                  | Als speler bij RB Leipzig                  | Als speler bij RB Leipzig                  |
| ------------------------------------------ | ------------------------------------------ | ------------------------------------------ | ------------------------------------------ | ------------------------------------------ | ------------------------------------------ |
| 1.                                         | 15 oktober 2018                            | IJsland – Zwitserland                      | 1 – 2                                      | Nations League 2018/19                     |                                            |
| 2.                                         | 14 november 2018                           | Zwitserland – Qatar                        | 0 – 1                                      | Vriendschappelijk                          |                                            |
| Als speler bij PSV                         |                                            |                                            |                                            |                                            |                                            |
| 3.                                         | 11 november 2020                           | België – Zwitserland                       | 2 – 1                                      | Vriendschappelijk                          |                                            |
| 4.                                         | 3 juni 2021                                | Zwitserland – Liechtenstein                | 7 – 0                                      | Vriendschappelijk                          |                                            |
| Als speler bij FC Lorient                  |                                            |                                            |                                            |                                            |                                            |
| 5.                                         | 12 september 2023                          | Zwitserland – Andorra                      | 3 – 0                                      | EK-kwalificatie                            |                                            |
| 6.                                         | 21 november 2023                           | Roemenië – Zwitserland                     | 1 – 0                                      | EK-kwalificatie                            |                                            |
| 7.                                         | 23 maart 2024                              | Denemarken – Zwitserland                   | 0 – 0                                      | Vriendschappelijk                          |                                            |
| 8.                                         | 26 maart 2024                              | Ierland – Zwitserland                      | 0 – 1                                      | Vriendschappelijk                          |                                            |
| 9.                                         | 4 juni 2024                                | Zwitserland – Estland                      | 4 – 0                                      | Vriendschappelijk                          |                                            |

## Erelijst
| Johan Cruijff Schaal | 1 | 2021    |
| KNVB Beker           | 1 | 2021/22 |

1 Sommer ·
2 Lichtsteiner  ·
3 Moubandje ·
4 Elvedi ·
5 Akanji ·
6 Lang ·
7 Embolo ·
8 Freuler ·
9 Seferović ·
10 Xhaka ·
11 Behrami ·
12 Mvogo ·
13 Rodríguez ·
14 Zuber ·
15 Džemaili ·
16 Fernandes ·
17 Zakaria ·
18 Gavranović ·
19 Drmić ·
20 Djourou ·
21 Bürki ·
22 Schär ·
23 Shaqiri ·
Coach: Petković
1 Sommer ·
2 Mbabu ·
3 Widmer ·
4 Elvedi ·
5 Akanji ·
6 Zakaria ·
7 Embolo ·
8 Freuler ·
9 Seferović ·
10 Xhaka  ·
11 Vargas ·
12 Mvogo ·
13 Rodríguez ·
14 Zuber ·
15 Sow ·
16 Fassnacht ·
17 Benito ·
18 Mehmedi ·
19 Gavranović ·
20 Fernandes ·
21 Omlin ·
21 Kobel ·
22 Schär ·
23 Shaqiri ·
24 Omeragić ·
25 Cömert ·
26 Lotomba ·
Coach: Petković
1 Sommer ·
2 Stergiou ·
3 Widmer ·
4 Elvedi ·
5 Akanji ·
6 Zakaria ·
7 Embolo ·
8 Freuler ·
9 Okafor ·
10 Xhaka  ·
11 Steffen ·
12 Mvogo ·
13 Rodríguez ·
14 Zuber ·
15 Zesiger ·
16 Sierro ·
17 Vargas ·
18 Duah ·
19 Ndoye ·
20 Aebischer ·
21 Kobel ·
22 Schär ·
23 Shaqiri ·
24 Jashari ·
25 Amdouni ·
26 Rieder ·
Coach: Yakin